# Noma Dumezweni
Noma Dumezweni, née en 1969 en Eswatini, est une actrice swazie exerçant au Royaume-Uni. En 2006, elle remporte un Olivier Award pour son rôle dans A Raisin in the Sun. Elle a également interprété le rôle de Hermione Granger dans la pièce Harry Potter et l'Enfant maudit de Jack Thorne.

## Vie personnelle
Née en Eswatini de parents sud-africains, Dumezweni a vécu au Botswana, au Kenya et en Ouganda avant de venir, encore enfant, en Angleterre avec sa famille. Elle a d'abord vécu à Ipswich dans le comté de Suffolk, où elle fit ses études avant d’emménager à Londres.

## Carrière

### Théâtre
La carrière de Dumezweni au théâtre est longue. Elle a notamment joué dans The President of an Empty Room et The Jour Wel knew nothing of each other (en) au Théâtre National de Londres, Breakfast with Mugabe, Antoine et Cléopâtre et Beaucoup de bruit pour rien pour la Royal Shakespeare Company, A Raisin in the Sun pour le Young Vic à la Lyric Hammersmith de Londres (pour lequel elle a remporté le Laurence Olivier Award de la meilleure performance dans un second rôle), Le Songe d'une nuit d'été, Le Maître et Marguerite, Nathan le Sage et The Coffee house au Chichester Festival Theatre, Six personnages en quête d'auteur durant le Chichester Festival au Gielgud Theatre, et The Bogus Woman au théâtre Traverse et au théâtre Bush. Durant le printemps 2009, elle apparaît dans Le Conte d'Hiver,,. En 2013-2014, Dumezweni est apparue dans A human being died that night au théâtre Athol Fugard dans la ville du Cap, au théâtre Market de Johannesbourg puis théâtre Hampstead à Londres.
Elle a joué dans Linda au Royal Court Theatre de Londres en novembre 2015, où elle reprend le rôle laissé vacant par Kim Cattrall quelques jours seulement avant l'avant-première pour la presse. Lui attribuant cinq étoiles, le critique de Théâtre en chef du Daily Telegraph Dominic Cavendish écrit « Si l'on peut embouteiller et produire en masse tout ce que Noma Dumezweni fait, alors, s'il vous plaît, je veux en commander un approvisionnement à vie. »
En décembre 2015, il est annoncé que Noma Dumezweni a été choisie pour jouer Hermione Granger dans la pièce Harry Potter et l'Enfant maudit. Au moment de l'annonce, la critique de théâtre Kate Maltby l'a décrit comme « une actrice qui, régulièrement, s'engage et se distingue. » La couleur de peau de Dumezweni pour jouer Hermione suscite des discussions enflammées, notamment sur les réseaux sociaux. J.K. Rowling, auteure de la série originelle Harry Potter, y répond qu'il n'a jamais été précisé dans les livres qu’Hermione a la peau blanche, la seule description physique la concernant faisant état d'une chevelure indomptable.

### Filmographie

#### Cinéma
- 2002 : Dirty Pretty Things de Stephen Frears : Célia
- 2018 : Le Retour de Mary Poppins de Rob Marshall : Miss Penny Farthing
- 2019 : Alex, le destin d'un roi (The Kid Who Would Be King) de Joe Cornish : Mrs Lee
- 2023 : La Petite Sirène de Rob Marshall : la reine Sélina
- 2023 : Retribution de Nimród Antal

#### Télévision
| Année       | Titre                                            | Format          | Rôle                     | Notes                                                                           |
| ----------- | ------------------------------------------------ | --------------- | ------------------------ | ------------------------------------------------------------------------------- |
| 2001        | Macbeth                                          | Téléfilm        | sorcière                 |                                                                                 |
| 2003        | Holby City                                       | Série télévisée | Hannah Keelan            | Épisode : saison 5, épisode 28, "The One You Love: Part 2"                      |
| 2005        | Affaires non classées                            | Série télévisée | DS Erin Jacobs           | Épisodes : saison 9, épisodes 1 et 2, "Ghosts: Part 1 & 2"                      |
| 2005        | The Bill                                         | Série télévisée | Building Society Manager | Épisode : saison 22, épisode 26, "403"                                          |
| 2006        | Mysterious Creatures                             | Téléfilm        | Chanelle Pinkerton       |                                                                                 |
| 2006        | Holby City                                       | Série télévisée | Hesta Mukaka             | Épisode : saison 9, épisode 3, "Fly Me to the Moon"                             |
| 2006        | After Thomas                                     | Téléfilm        | Paula Murray             |                                                                                 |
| 2006 - 2008 | Little Miss Jocelyn (en)                         | Série télévisée |                          | Épisodes : saison 1, épisode 5 et saison 2, épisode 2                           |
| 2007        | Shameless                                        | Série télévisée | Mrs. Newman              | Épisode : saison 4, épisode 5                                                   |
| 2007        | The Grey Man                                     | Téléfilm        | Sergent                  |                                                                                 |
| 2007        | Fallen Angel (en)                                | Série télévisée | Carla                    |                                                                                 |
| 2007        | Flics toujours                                   | Série télévisée | Sophie Oyekambi          | Épisode : "Casualty"                                                            |
| 2007        | EastEnders                                       | Série télévisée | D.C. Wright              | Épisode du 17 août 2007                                                         |
| 2008        | The Last Enemy                                   | Série télévisée | Valerie                  | Épisode : saison 1, épisode 1                                                   |
| 2008        | Discworld                                        | Téléfilm        | Marchessa                |                                                                                 |
| 2008        | Fallout                                          | Téléfilm        | Joyce Abena              |                                                                                 |
| 2008 - 2009 | Doctor Who                                       | Série télévisée | Capitaine Erisa Magambo  | Épisodes : "Le Choix de Donna" and "Planète morte"                              |
| 2012        | Casualty                                         | Série télévisée | Marsha Chilcot           | Épisodes : saison 26, épisodes 37 et 38, "All in a Day's Nightmare Part I & II" |
| 2013        | Frankie (en)                                     | Série télévisée | Angie Rascoe             |                                                                                 |
| 2015        | Inspecteur Barnaby                               | Série télévisée | Ailsa Probert            | Épisode : saison 17, épisode 2 "Murder by Magic"                                |
| 2015        | Casualty                                         | Série télévisée | Susan Blossom            | Épisode : saison 30, épisode 14, "Maybe This Year"                              |
| 2015        | Main basse sur Pepys Road                        | Mini-série      | Greaves                  | Épisodes : 1 et 2                                                               |
| 2018        | Rwanda, la couleur du sang ( Black Earth Rising) | Mini-série      | Alice Munezero           | Episodes: 1 à 8                                                                 |
| 2020        | The Undoing                                      | Mini-série      | Haley Fitzgerald         | Épisodes : 3, 4, 5 et 6                                                         |
| 2021        | Made for Love                                    | Série télévisée | Fiffany                  |                                                                                 |
| 2022        | The Watcher                                      | Série télévisée | Theodora Birch           |                                                                                 |
| 2024        | Présumé innocent                                 | Série télévisée | Juge Lyttle              | Épisodes : 2, 3, 5 et 6                                                         |
| 2025        | Murderbot                                        | Série télévisée | Mensah                   |                                                                                 |

### Radio
À la radio, Dumezweni est apparue dans Jambula Tree, Sept Merveilles du monde divisé, De la réalité à la fiction De la liberté à l'avenir, Empreinte digitale, L'Histoire de Jeanne Sagila, Shylock The farming of bones, Les enquêtes de Mma Ramotswe, Les Sept Âges de la Voiture, The Bogus Woman et Le Petit Déjeuner avec Mugabe.

## Récompenses
| Year | Award                              | Category                                                       | Work                              | Result     | Ref.   |
| ---- | ---------------------------------- | -------------------------------------------------------------- | --------------------------------- | ---------- | ------ |
| 2006 | Laurence Olivier Awards            | Meilleure performance dans un second rôle                      | A Raisin in the Sun               | Lauréat    | [ 34 ] |
| 2016 | Evening Standard Theatre Award     | Meilleure actrice dans un rôle principal                       | Linda                             | Nomination | ,      |
| 2017 | Laurence Olivier Awards            | Meilleure performance dans un second rôle                      | Harry Potter and the Cursed Child | Lauréat    | [ 37 ] |
| 2018 | Tony Award                         | Meilleure actrice de second rôle dans une pièce                | Harry Potter and the Cursed Child | Nomination | [ 38 ] |
| 2018 | Drama League Award                 | Distinguished Performance                                      | Harry Potter and the Cursed Child | Nomination | [ 39 ] |
| 2018 | Theatre World Award                | NC                                                             | Harry Potter and the Cursed Child | Honouree   | [ 40 ] |
| 2021 | International Online Cinema Awards | Best Guest Actress in a Drama Series                           | Pose                              | Lauréat    |        |
| 2021 | Satellite Awards                   | Meilleure actrice dans un second rôle dans une série télévisée | The Undoing                       | Nomination |        |

## Crédits
- (en) Cet article est partiellement ou en totalité issu de l’article de Wikipédia en anglais intitulé « Noma Dumezweni » (voir la liste des auteurs).